# 東港海軍航空隊
東港海軍航空隊（とうこうかいぐんこうくうたい）および1942年11月1日より改称した第八五一海軍航空隊は、日本海軍の部隊の一つ。横浜海軍航空隊（浜空）に続く第二の飛行艇部隊として、外洋偵察・哨戒行動に従事した。

## 沿革
浜空が内南洋諸島方面のために手一杯であるため、南シナ海方面の偵察が可能な飛行艇部隊を増設する計画を④計画に盛り込んだ。昭和15年(1940年)11月15日、高雄市南郊の東港鎮の大潭(大鵬湾潟湖)を浚渫して駐機プールを建設し、浜空の要員を分派して東港海軍航空隊を開いた。
- 昭和15年（1940年）

11月15日　開隊。同時に第二十一航空戦隊(連合艦隊直卒)に編入。横空より8機割譲。
- 昭和16年（1941年）

1月15日　　二一航戦は新編した第十一航空艦隊に転籍。飛行艇16機に増強。
11月8日　　開戦に備えパラオ諸島に進出。飛行艇24機（九七式飛行艇）に増強。
12月22日　ダバオに進出。以後蘭印作戦に従事。
12月31日　小型水上機母艦ヘロン(USS Heron, AVP-2　ex AM-10)に対し九七式飛行艇6機で雷爆撃を敢行。魚雷は命中せず、爆撃による小破に留まり、1機の損失。
- 昭和17年（1942年）

1月18日　セレベス島北部ケマへ進出。2月11日アンボン進出。2月25日チモール島クーパン進出。
3月10日　ペナン、12日アンダマン諸島ポートブレア進出。ベンガル湾方面の哨戒に従事。
4月1日　　第十四航空隊 (2代)編制のため8機供出。ただし最終便2機が全損。
4月10日　二一航戦は新編した南西方面艦隊直卒に転籍。二式水上戦闘機36機を追加。
5月　　　　アリューシャン列島攻略作戦に4機派遣。
7月5日　　キスカ島に水上戦闘機6機派遣。
8月5日　　水上戦闘機隊を第五航空隊として分離編制。
9月2日　　ラバウルおよびショートランドに進出。以後ソロモン諸島の戦いに従事。
11月1日　第八五一海軍航空隊に改称。
- 昭和18年（1943年）

2月20日　ショートランドより原隊・東港に転進。消耗した部隊の立て直しを図る。（定数：飛行艇16機。実数：九七式飛行艇10機、二式飛行艇4機）
5月　　　　シンガポールおよびポートブレアに進出。以後、マレー半島・シンガポール周辺で哨戒活動に従事。この頃に全機、二式飛行艇に切り替わった。
9月1日　　新編した第二十八航空戦隊(南西方面艦隊直卒)に転籍。
9月20日　二八航戦は新編した第十三航空艦隊に転籍。
- 昭和19年(1944年）

3月から5月まで、一部をサイパン・ダバオ方面に派遣。
3月31日　海軍乙事件発生。古賀峯一司令長官を乗せて行方不明になった1番機は851空機だった。古賀長官殉職。福留繁参謀長を乗せて不時着水した2番機は802空機。福留参謀長捕虜拘禁。
9月　　　　東港に転進。
9月20日　解隊、801空に併合。
飛行艇の供給が止まる一方、来るべきフィリピンの攻防戦に必要な航空要員の捻出が必要となったために用途廃止となった。以後、マレー方面の哨戒任務は水上偵察機部隊に継承された。東港基地には開隊後に滑走路も併設され、陸上機の運用も可能となって、フィリピンおよび沖縄方面の航空作戦に使用された。
敗戦後も台湾政府が軍用地として活用していたが、民間に開放されるようになって、大鵬湾国際サーキットを始めとした施設が建設されており、大鵬湾を活用したリゾート地に変容しつつある。

東港基地の画像
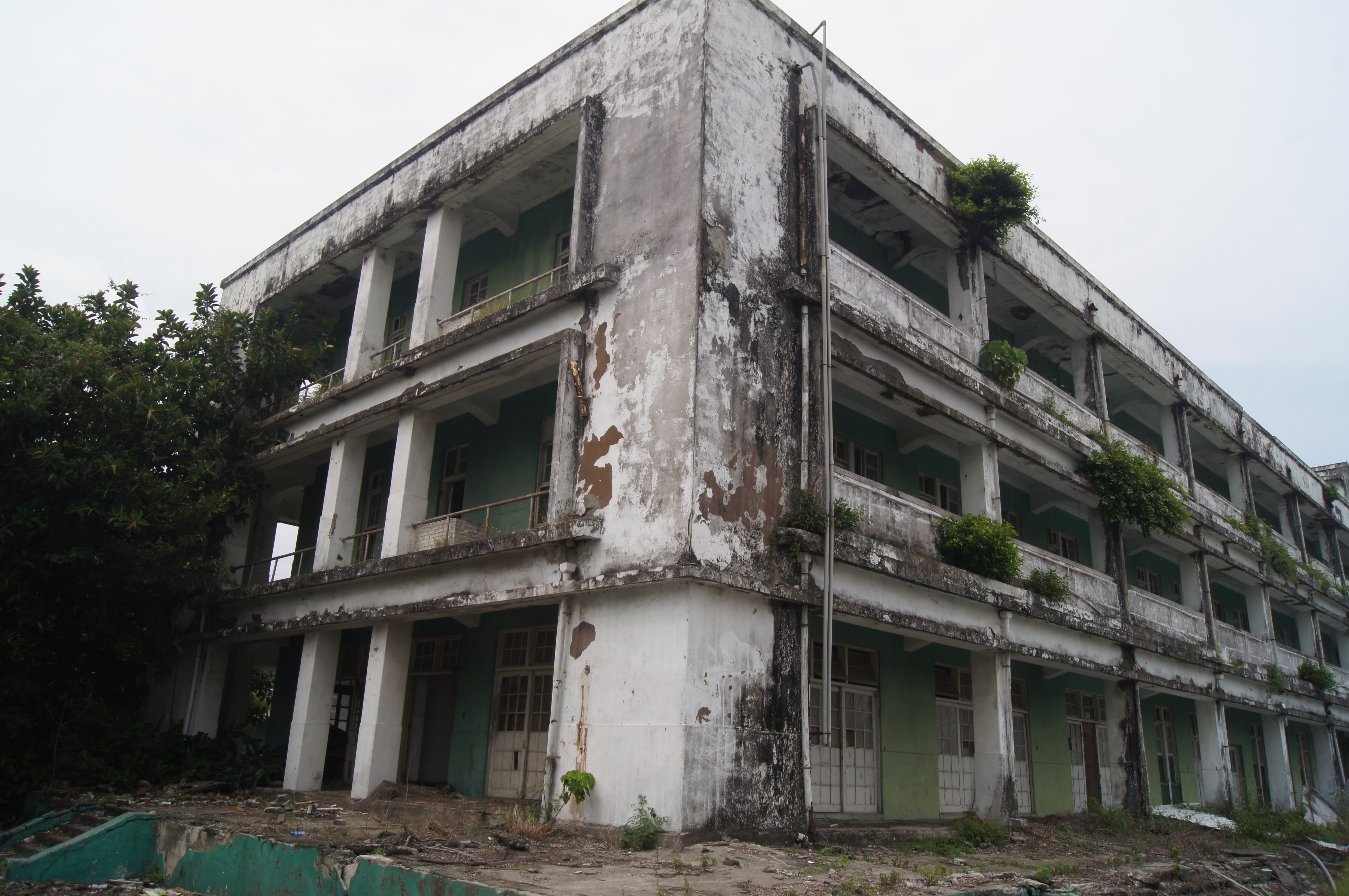
東港基地の施設跡
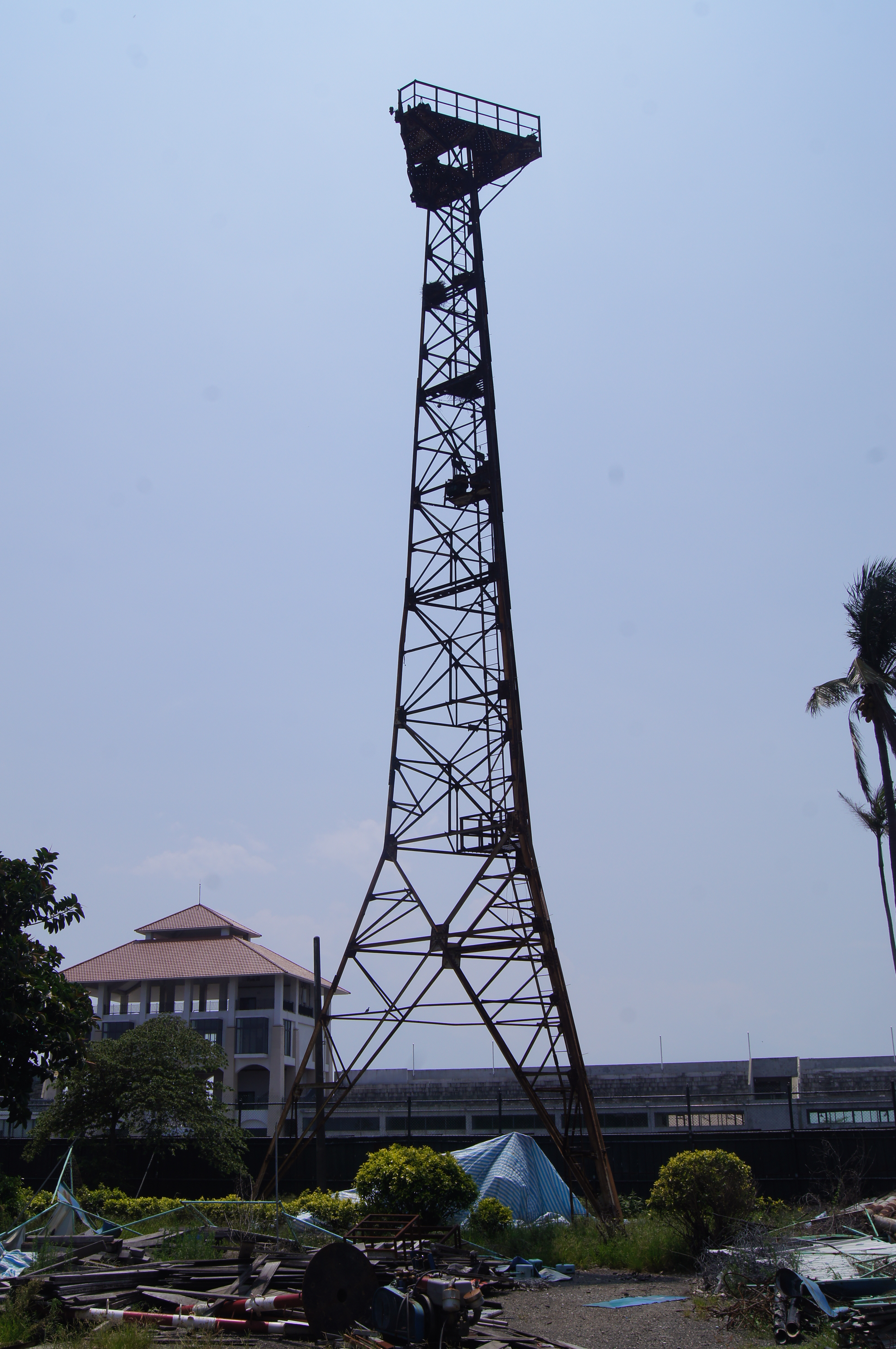
防空監視塔の跡
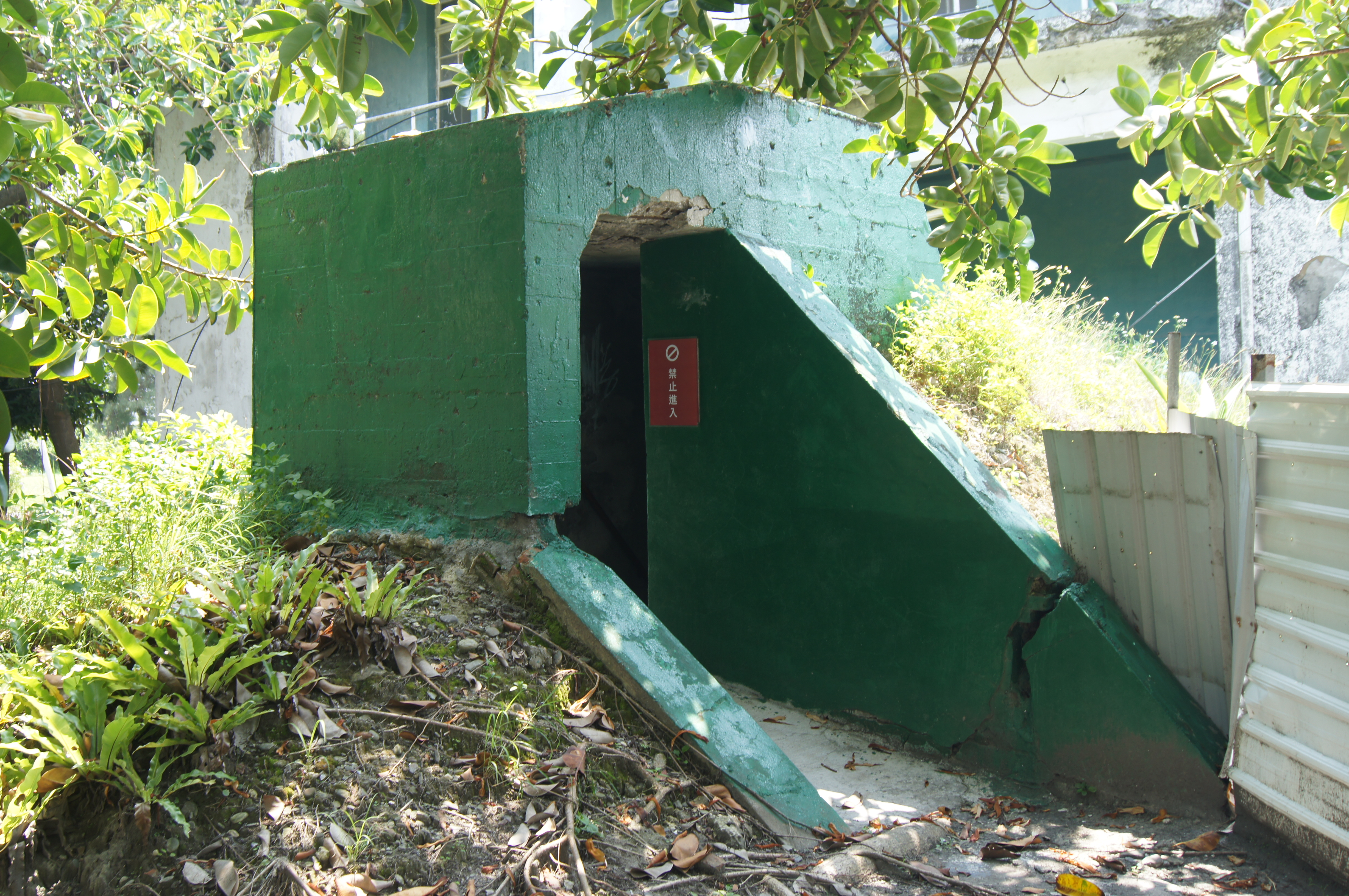
地下坑道入り口。連合国軍の侵攻に備えて作られたとされ、基地内を四通八達していたとみられる。
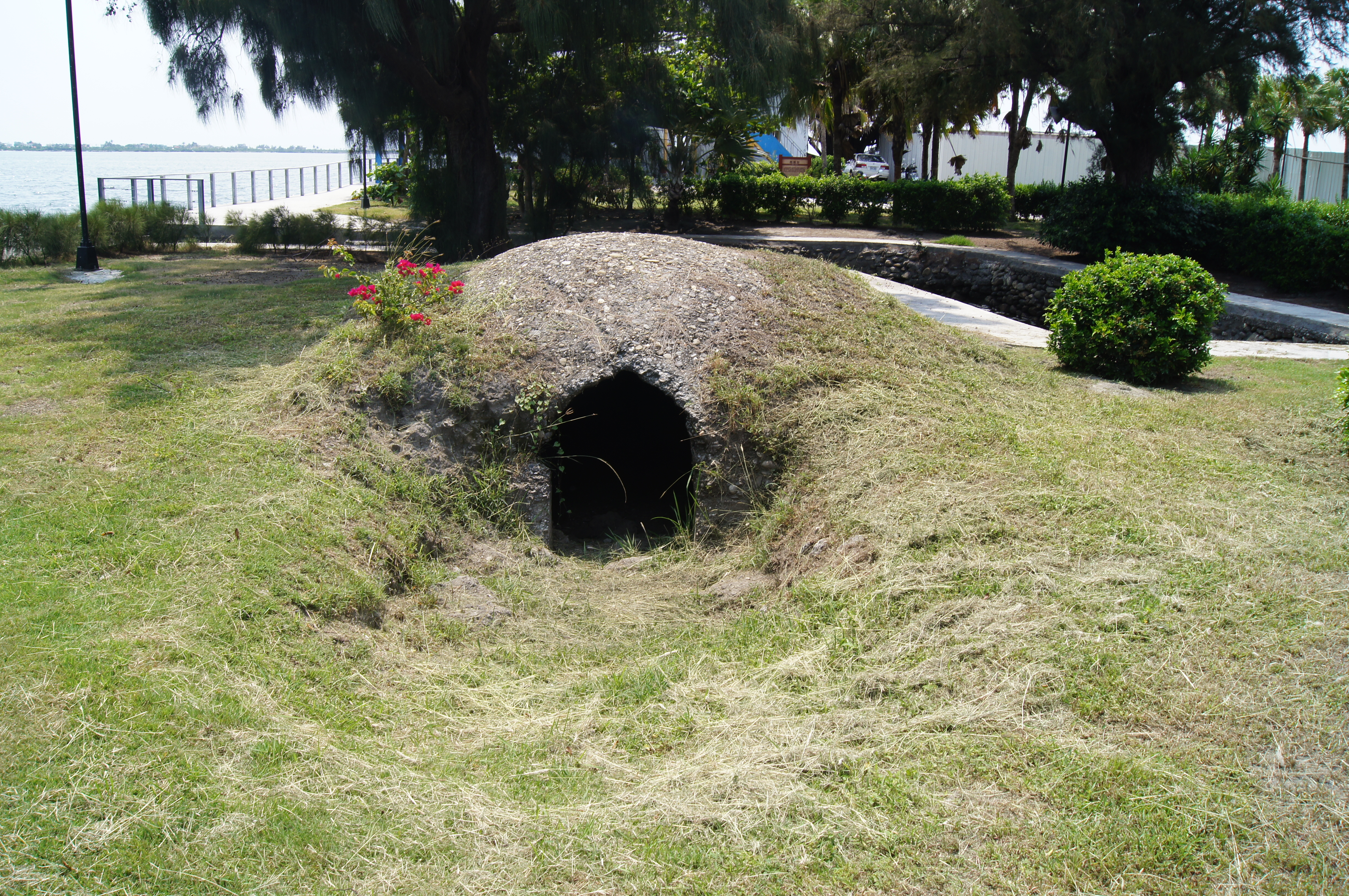
西側管制塔付近に残る防空壕。この他にも複数個所残存している。
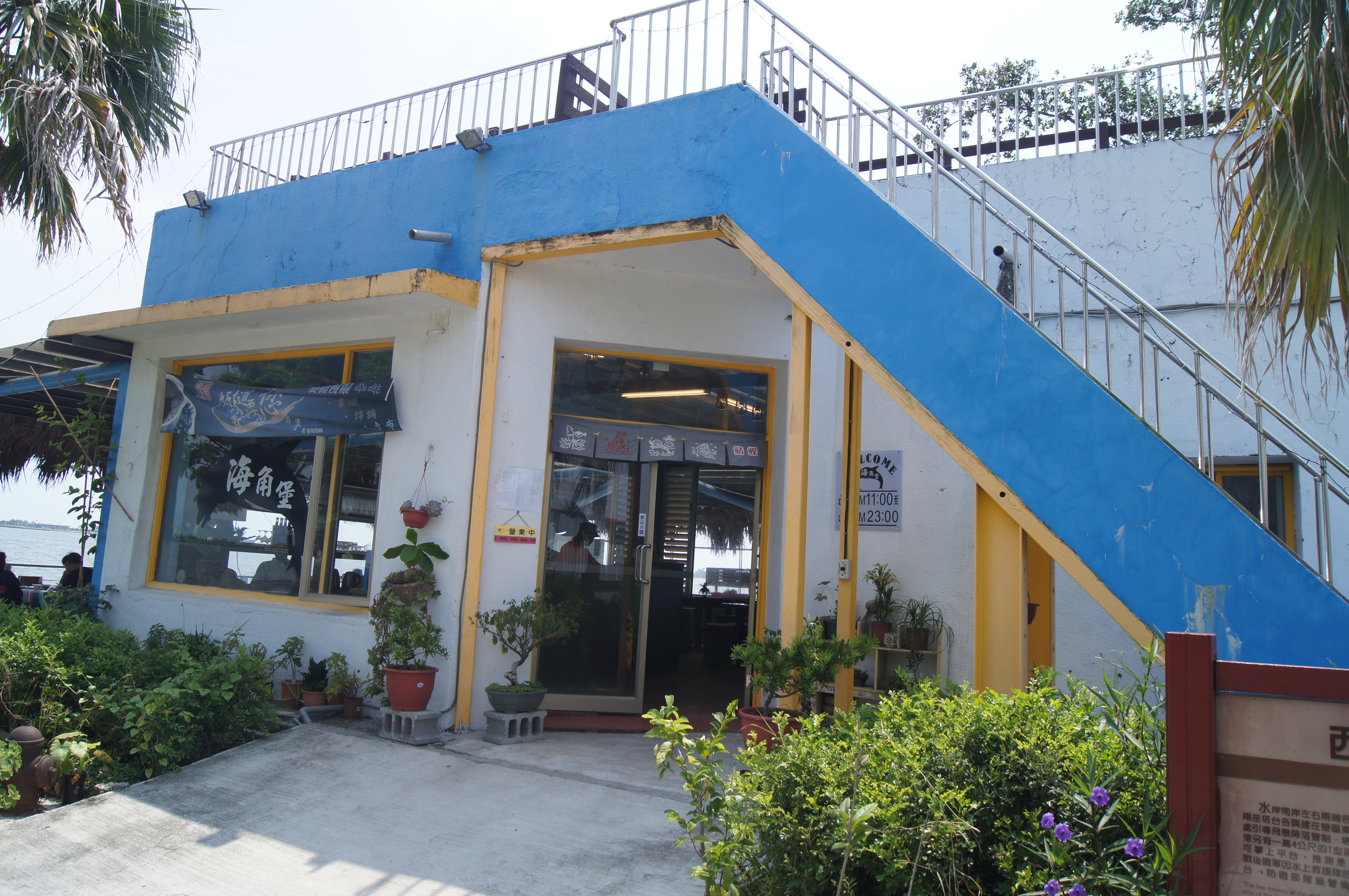
西側管制塔跡。レストランに転用されている。
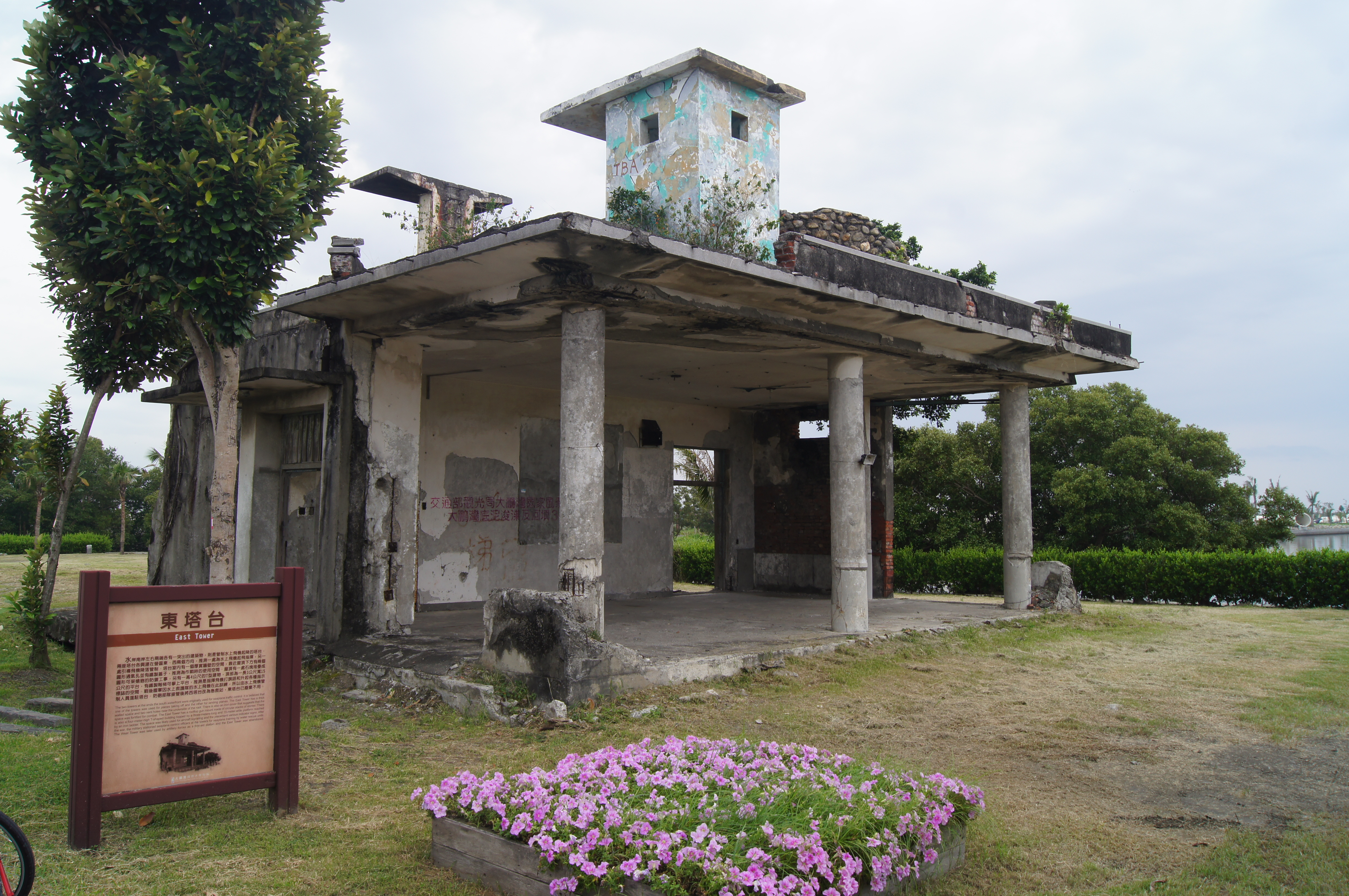
東側管制塔跡。
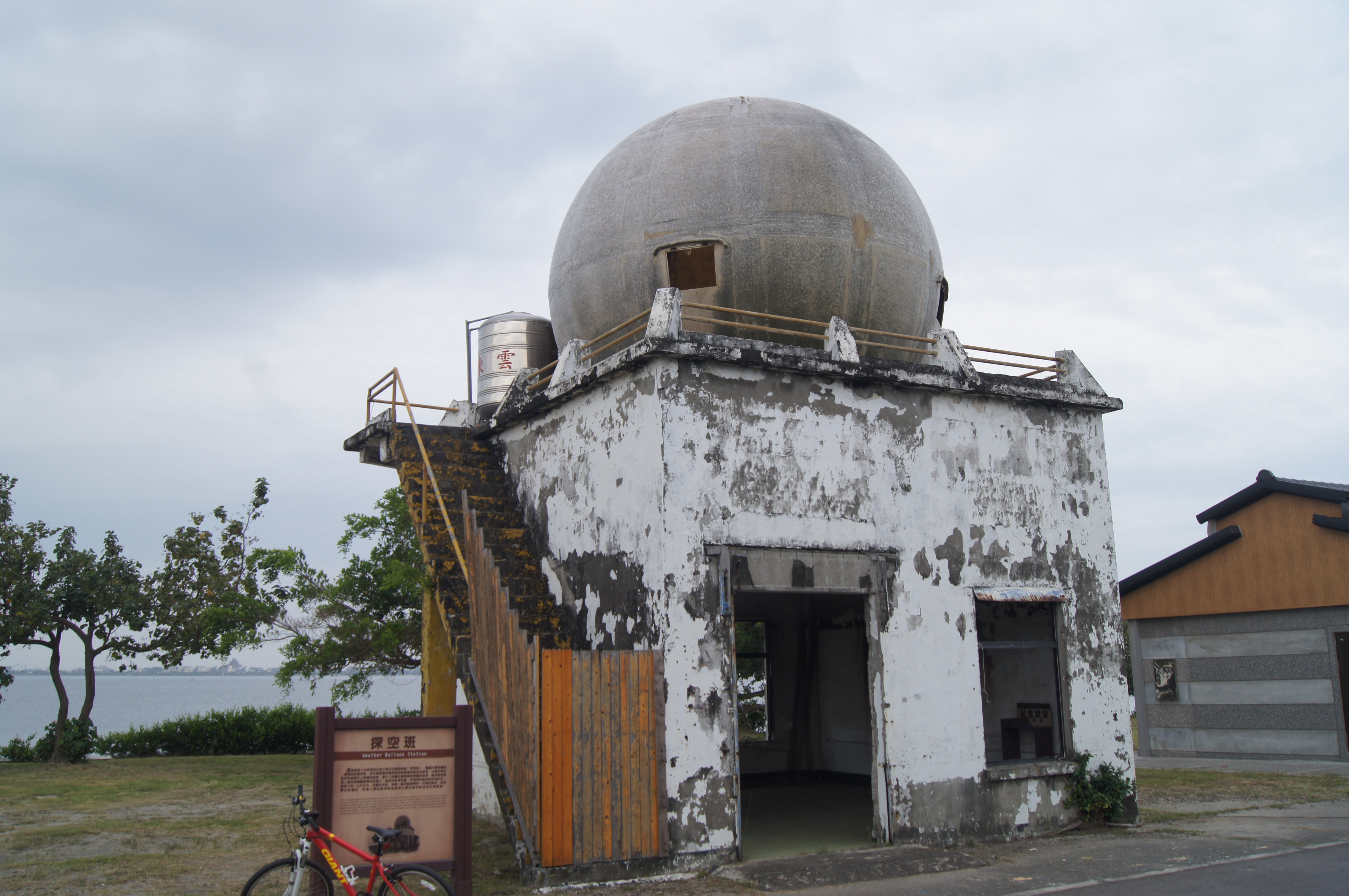
天候観測施設跡。
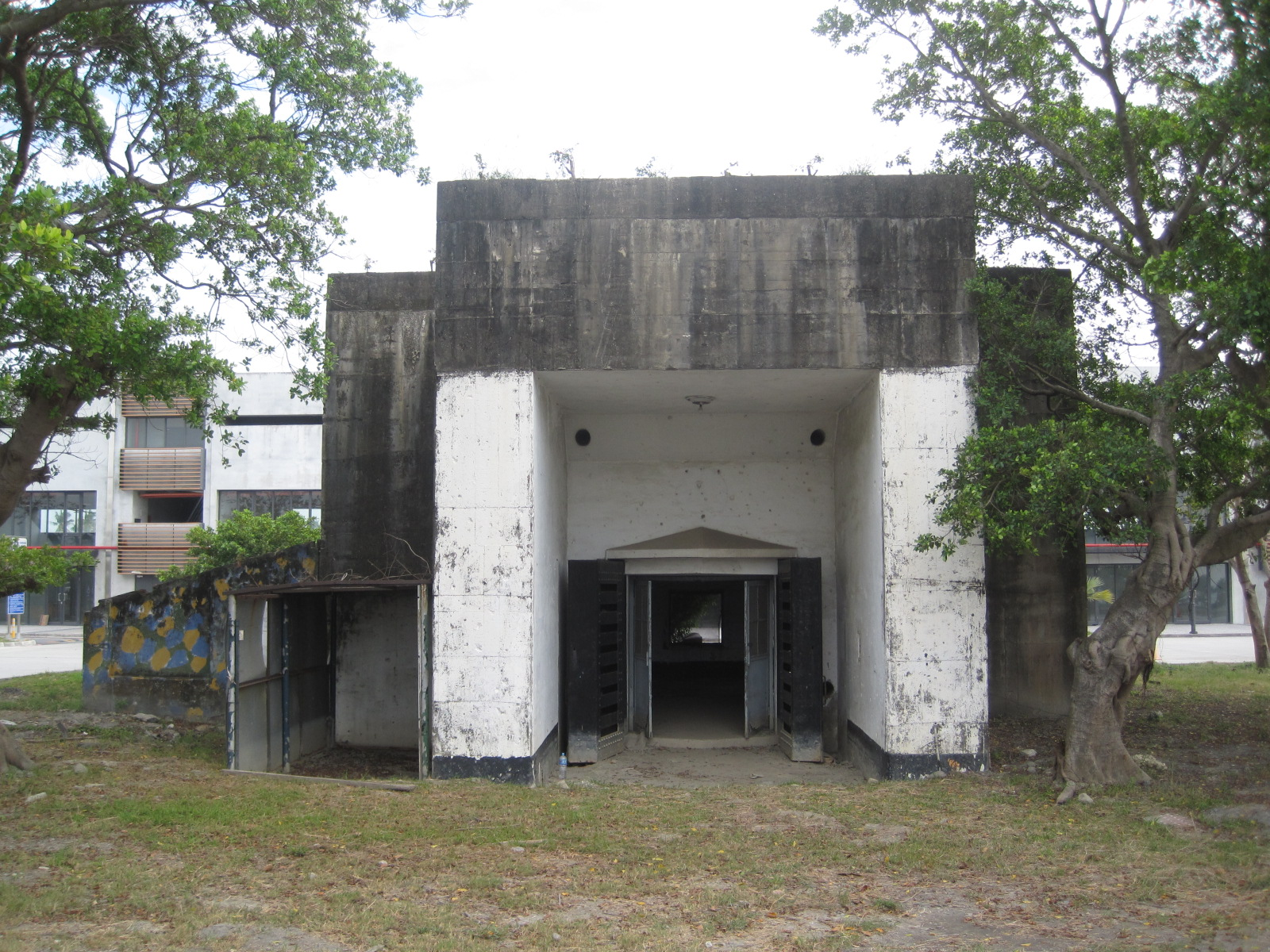
弾薬庫跡。機銃掃射痕が残る。

## 主力機種
- 九七式飛行艇…開戦時の主力飛行艇
- 二式飛行艇…戦争後期の主力飛行艇
- 二式水上戦闘機…アリューシャン進出時の護衛戦闘機

## 歴代司令
- 宮崎重敏 大佐：1940年11月15日 - 1941年9月25日[1]
- 三浦艦三 中佐：1941年9月25日 -
- 和田三郎：1942年12月22日 -
- 三田国雄：1944年7月10日 - 1944年9月20日解隊